# مارتونی
مارتونی (به ارمنی: Մարտունի) (خوجاوند (به ترکی آذربایجانی: Xocavənd)) شهری در استان مارتونی جمهوری آرتساخ یا شهرستان خوجاوند جمهوری آذربایجان است. بر اساس سرشماری سال ۲۰۱۵ میلادی ۵٬۷۰۰ نفر جمعیت دارد.

## خواهر خواندگی
- گلندیل (کالیفرنیا) - ایالات متحده آمریکا[۲][۳]

## نگارخانه

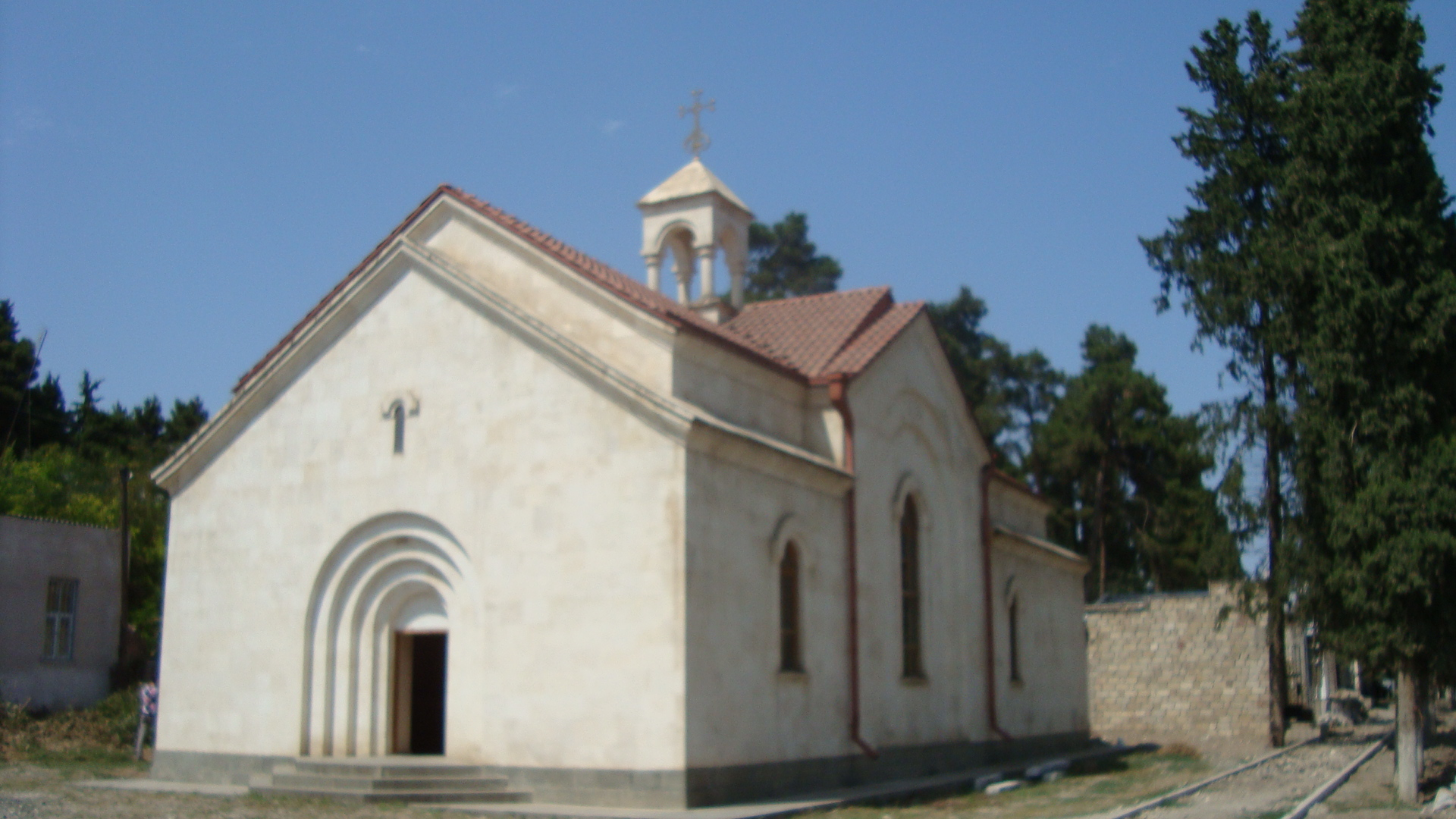
کلیسای نرسس کبیر مقدس در مارتونی، بنانهاده در سال ۲۰۰۴ میلادی
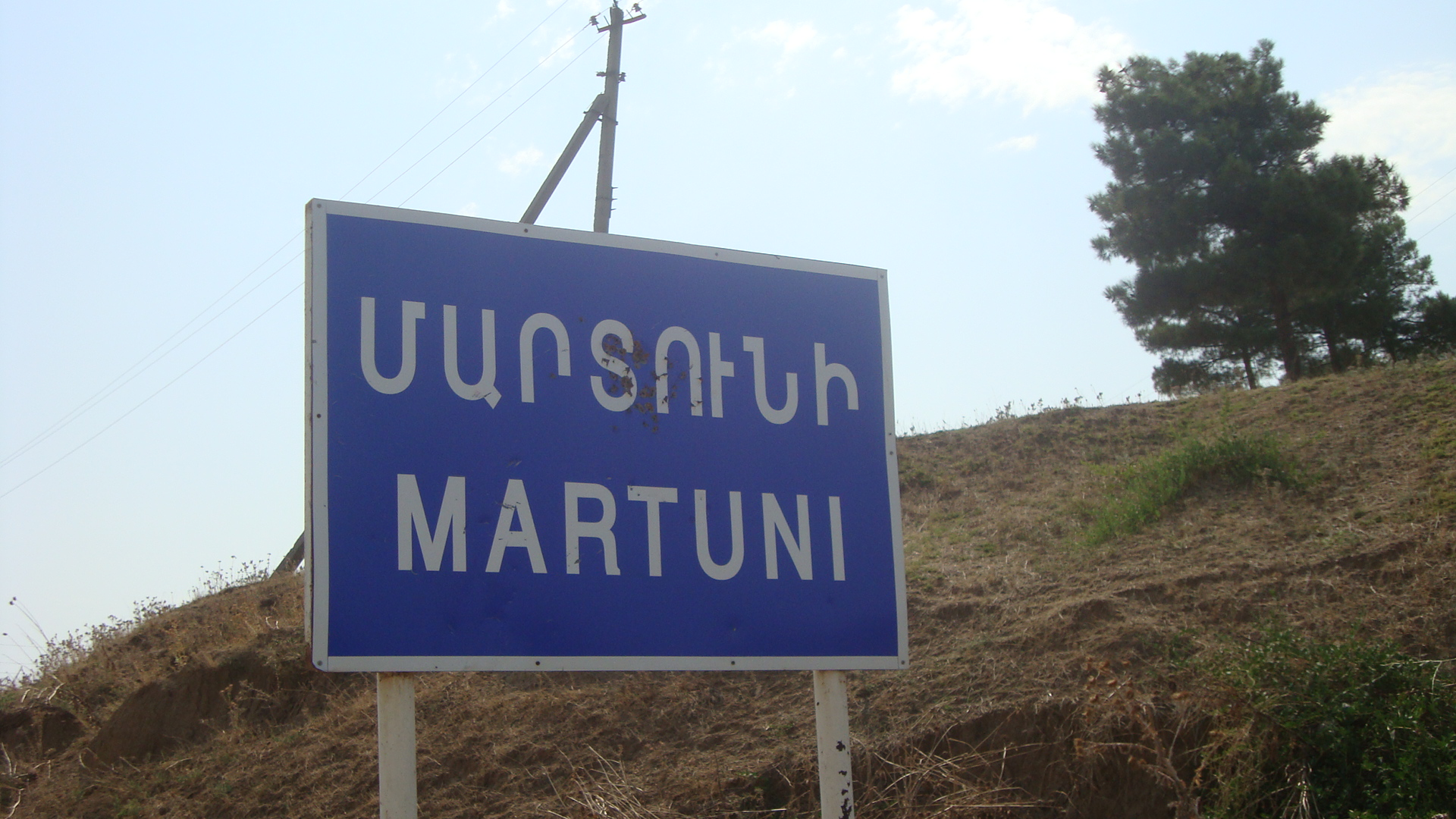
تابلوی ورودی شهر
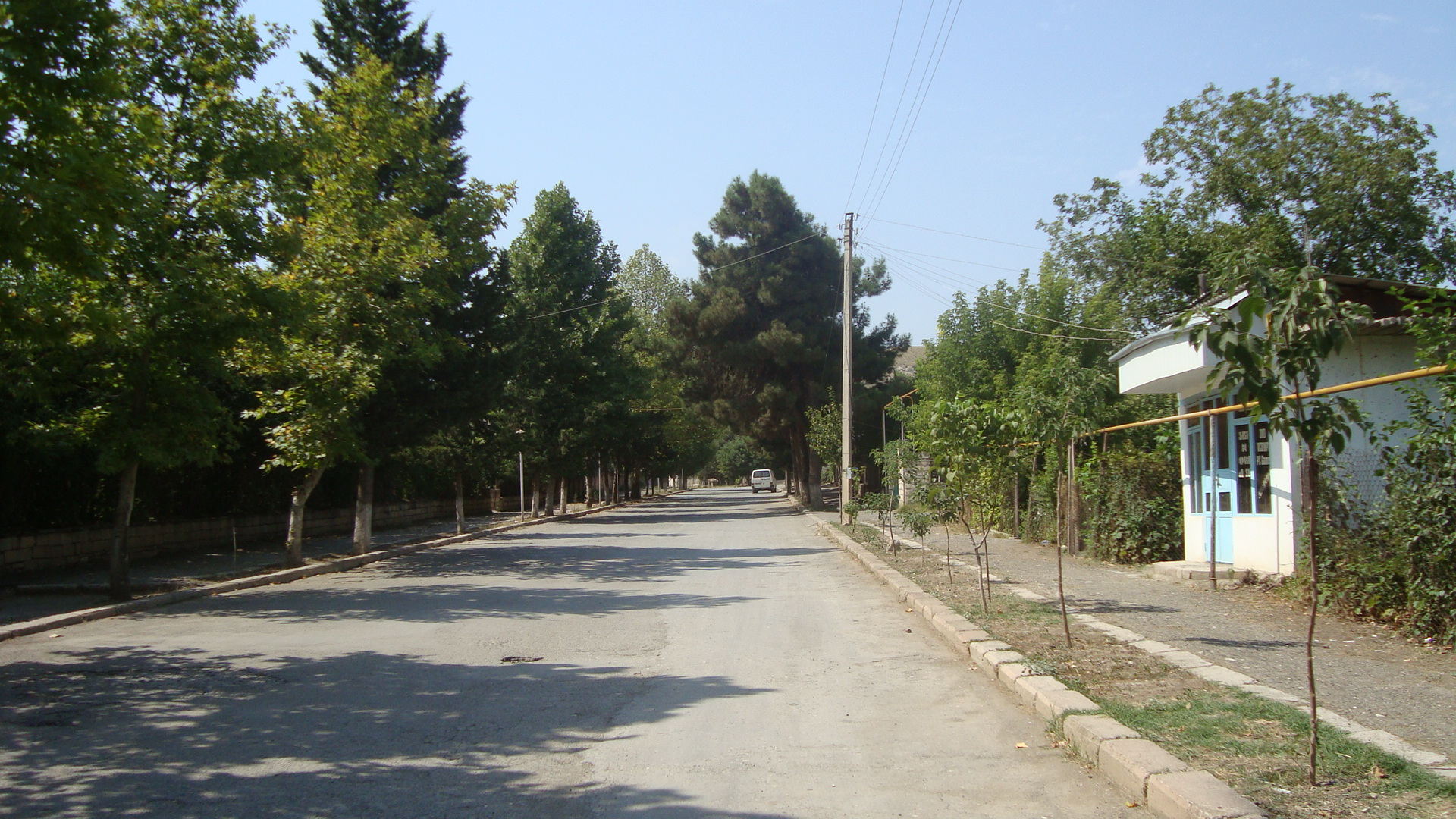

## آب و هوا
| داده‌های اقلیم مارتونی                            | داده‌های اقلیم مارتونی | داده‌های اقلیم مارتونی | داده‌های اقلیم مارتونی | داده‌های اقلیم مارتونی | داده‌های اقلیم مارتونی | داده‌های اقلیم مارتونی | داده‌های اقلیم مارتونی | داده‌های اقلیم مارتونی | داده‌های اقلیم مارتونی | داده‌های اقلیم مارتونی | داده‌های اقلیم مارتونی | داده‌های اقلیم مارتونی | داده‌های اقلیم مارتونی |
| ماه                                              | ژانویه                | فوریه                 | مارس                  | آوریل                 | مه                    | ژوئن                  | ژوئیه                 | اوت                   | سپتامبر               | اکتبر                 | نوامبر                | دسامبر                | سال                   |
| ------------------------------------------------ | --------------------- | --------------------- | --------------------- | --------------------- | --------------------- | --------------------- | --------------------- | --------------------- | --------------------- | --------------------- | --------------------- | --------------------- | --------------------- |
| میانگین بیش‌ترین °C (°F)                          | ۵٫۵ (۴۲)              | ۶٫۴ (۴۴)              | ۱۰٫۱ (۵۰)             | ۱۷٫۵ (۶۴)             | ۲۱٫۷ (۷۱)             | ۲۶٫۶ (۸۰)             | ۲۹٫۸ (۸۶)             | ۲۹٫۷ (۸۵)             | ۲۴٫۸ (۷۷)             | ۱۹٫۱ (۶۶)             | ۱۲٫۶ (۵۵)             | ۸٫۰ (۴۶)              | ۱۷٫۶۵ (۶۳٫۸)          |
| میانگین کم‌ترین °C (°F)                           | −۱٫۷ (۲۹)             | −۱٫۰ (۳۰)             | ۱٫۸ (۳۵)              | ۷٫۶ (۴۶)              | ۱۲٫۱ (۵۴)             | ۱۶٫۴ (۶۲)             | ۱۹٫۵ (۶۷)             | ۱۸٫۴ (۶۵)             | ۱۵٫۲ (۵۹)             | ۱۰٫۲ (۵۰)             | ۴٫۹ (۴۱)              | ۰٫۶ (۳۳)              | ۸٫۶۷ (۴۷٫۶)           |
| بارندگی میلی‌متر (اینچ)                           | ۲۰ (۰٫۷۹)             | ۲۶ (۱٫۰۲)             | ۳۶ (۱٫۴۲)             | ۴۹ (۱٫۹۳)             | ۶۸ (۲٫۶۸)             | ۵۵ (۲٫۱۷)             | ۲۳ (۰٫۹۱)             | ۲۳ (۰٫۹۱)             | ۲۸ (۱٫۱)              | ۴۴ (۱٫۷۳)             | ۳۱ (۱٫۲۲)             | ۲۵ (۰٫۹۸)             | ۴۲۸ (۱۶٫۸۶)           |
| منبع: http://en.climate-data.org/location/21894/ |                       |                       |                       |                       |                       |                       |                       |                       |                       |                       |                       |                       |                       |